# استوارت لوئیس
استوارت لوئیس (انگلیسی: Stuart Lewis؛ زادهٔ ۱۵ اکتبر ۱۹۸۷) بازیکن فوتبال اهل بریتانیا است.
از باشگاه‌هایی که در آن بازی کرده‌است می‌توان به باشگاه فوتبال گیلینگام، باشگاه فوتبال بارنت، باشگاه فوتبال تاتنهام هاتسپر، باشگاه فوتبال داگنم و ردبریج، باشگاه فوتبال وایکام واندررز، و باشگاه فوتبال استیونج، باشگاه فوتبال آرسنال، باشگاه فوتبال وایکام واندررز، و  اشاره کرد.
وی همچنین در تیم ملی فوتبال زیر ۱۶ سال انگلستان و تیم ملی فوتبال زیر ۱۷ سال انگلستان بازی کرده‌است.